# Amastus watsoni
Amastus watsoni är en fjärilsart som beskrevs av De Toulgoët 1981. Amastus watsoni ingår i släktet Amastus och familjen björnspinnare. Inga underarter finns listade i Catalogue of Life.